# Expanders
Expanders är ett modernt dansband från Sverige, bildat 1987 i Boden som Expanders dansorkester. Bandet är sedan 1997 ett heltidsband med Piteå som utgångsort. De har ställt upp i Svenska dansbandsmästerskapen flera gånger, och vunnit en gång (år 2000). Sedan 2005 har bandet spelat en lite tuffare (modern) dansbandsstil med mer blues, country och rock. 2012 släppte bandet sin första skiva sedan 1993, Studioversionen.
Den 22 augusti 2023 meddelade bandet att de, på grund av sjukdom, lägger ned med omedelbar verkan. De senaste åren hade bandet varit stationerat i Gävle.

## Starten
Bandet grundades 1987 av fyra fjortonåringar från Boden.
- Greger Bergmark (gitarr, sång)
- Mikael Dahlqvist (klaviatur, dragspel och sång)
- Daniel Sundbom (trummor)
- Håkan Johansson (bas)

## De första åren
Efter slutfört gymnasium började alla bandmedlemmar på skolor i Piteå (Musikhögskolan i Piteå och Framnäs folkhögskola). Bandet fick under den här tiden alltfler spelningar i Norrbotten och 1993 spelade de in sitt första CD-album vid inspelningsstudion på Musikhögskolan i Piteå. Samma år medverkade de vid en större dansgala i Arcushallen i Luleå, där åtta dansband deltog. År 1994 medverkade de i Lördagsdansen i TV 5 Nordic.

## Expanders i svenska dansbandsmästerskapen
Under 1996 medverkade bandet i svenska dansbandsmästerskapen, där man vann distriktsfinalen i Norrbotten. Dock lyckades de inte ta sig vidare i regionfinalen. I slutet av året blev bandets andra skiva klar, en maxisingel med fem melodier. År 1997 deltog bandet åter i dansbandsmästerskapen och segrade i distriktsfinalen för Norr- och Västerbotten. Expanders gick då vidare direkt till finalen i Sunne, där de kom på en delad sjunde plats. Expanders ställde även upp i dansbandsmästerskapen 1998, och hamnade då på fjärde plats i finalen. År 2000 ställde bandet upp ännu en gång, och vann det året tävlingen.

## Expanders i radio och TV
Bandet har medverkat i I afton dans i Sveriges Radio P4 1997 och 2002. 2004, 2005 och 2006 spelade bandet live i programmet Kalas i Sveriges Radio P4. Efter segern i dansbandsmästerskapet blev de inbjudna till Nyhetsmorgon i TV4.

## Bandmedlemmar genom åren
- Bandet bildas år 1987 av Daniel Sundbom, Greger Bergmark, Håkan Johansson och Mikael Dahlquist.[4]
- 1989 blev Jan-Åke Lahti från Luleå (gitarr, klaviatur, saxofon och sång) medlem.[4]
- 1996 började Petra Öström, då 20-årig student vid musikhögskolan, i bandet. Öström var född och uppvuxen i Gällivare, men bodde i Skellefteå sedan skolåldern.
- I november 1997 slutade Petra Öström i bandet för att satsa på familjen och den 24-åriga sångerskan Maria Jonsson, född och uppvuxen i Pajala, tog över.
- I maj 1998 lämnade Mikael Dahlquist bandet för att satsa mer på studierna vid musikhögskolan. I samband med det tog 23-årige Jeff Höglund (klaviatur och sång) från Härnösand över. Vid tidpunkten gick Höglund andra året på Musikhögskolan.
- I april 1999 lämnade trummisen Daniel Sundbom bandet – han var då pappa sedan ett halvår tillbaka till en pojke som heter Viktor. Han ersattes från den 20 juni 1999 av 23-årige Henrik Seeman från Sundsvall. Seeman hade tidigare studerat med Jeff Höglund på musiklinjen i Härnösand, men aldrig tidigare spelat i dansband.
- 31 augusti 2002 gjorde Jeff Höglund sin sista spelning i bandet, som därefter en tid fungerade som kvintett. Tills vidare skulle Jeff Höglund finnas inspelad vid livespelningar.
- 2004 slutade Henrik Seeman och Maria Jonsson. In kom istället Helena Törnroos på sång och Simon Lundin vid trummorna. De gjorde sin första spelning med Expanders den 18 juni 2004.
- 2005 slutade Helena Törnroos.
- 2006 lämnade sångaren och gitarristen Greger Bergmark bandet för familjeliv och ersattes av Peter Stenlund.
- 2008 slutade Peter Stenlund och ersattes av Per Normark.
- 2009 lämnade basisten Håkan Johansson, den sista originalmedlemmen, bandet för familjeliv och ersattes av Mårten Sandkvist.
- 2010 ersattes Simon Lundin och Per Normark av Simon Wilhelmsson på trummor och Christian Thomsen på sång/gitarr.
- 2012 ersattes Christian Thomsen av Philip Magnusson på sång/gitarr.
- 2013 ersattes Simon Wilhelmsson av Alexander Björnfot på trummor.[8]
- 2014 Mårten Sandkvist lämnade bandet efter 4,5 år och ersattes av Nils Andersson.[9]
- 2015 slutade Philip Magnusson och David Lundberg vikarierade som sångare.
- 2016 bestod bandet av Jan-Åke Lahti (gitarr), Peter Stenlund (sång), Simon Lundin (trummor), Håkan Johansson (bas)[1]

## Melodier på Svensktoppen
- 2000 - Pärlor längs vägen 1 vecka. Högsta placering #9[10]
- 2001 - Börja leva igen 7 veckor. Högsta placering #5[11]

## Utmärkelser
- 2013 - Jan-Åke Glavén, Guldklaven i kategorin: Årets Musiker.[12]